# 예브게니야 카나예바
예브게니야 올레고브나 카나예바(러시아어: Евгения Олеговна Канаева, 1990년 4월 2일 ~ )는 러시아 옴스크 출신의 전직 여자 리듬 체조 선수이다. 2008년 하계 올림픽 이후 세계 리듬 체조계를 석권하였던  선수였다. 2009년 ~ 2011년 세계 선수권에서 종합 우승한 데 이어, 2012년 하계 올림픽에서도 금메달을 획득, 리듬 체조 선수로는 처음으로 올림픽 개인전에서 2연속 우승하였다.
이후 2012년 런던 올림픽이 끝나고 은퇴를 선언하고 어머니의 활약상과 함께 돌아왔다.

## 성적

### 올림픽 정보
| 년도 | 대회일   | 장소               | 종목     | 결과          | 메달 |
| ---- | -------- | ------------------ | -------- | ------------- | ---- |
| 2008 | 8월 23일 | 중국 베이징        | 개인종합 | 1위 (75.500)  |      |
| 2012 | 8월 11일 | 영국 런던 08:22 홀 | 개인종합 | 1위 (116.000) |      |